# Duro Ladipo
Duro Ladipo (n. 18 decembrie 1931 - d. 11 martie 1978) a fost un dramaturg nigerian.
A fost cel mai însemnat scriitor de limbă yoruba, a cărui creație are ca punct de plecare teatrul popular și se caracterizează prin frumusețea textului poetic și prezența muzicii, dansului și a pantomimei.
De asemenea, sunt utilizate dialogul și mișcarea în forme stilizate.